# CCTV-Arabisch
CCTV-العربية of CCTV-Arabisch is een wereldwijde zender van de Chinese publieke omroep China Central Television. De zender is gericht op Arabischsprekende mensen. In Noord-Afrika en het Midden-Oosten kan men de zender ontvangen via de satellietschotels: Arabsat en Nilesat. In Centraal-Azië is de zender via een omweg te bekijken.
De zender begon op 25 juli 2009 met uitzenden.

## Televisieprogramma's
- nieuws
- soaps
- taalcursus Standaardmandarijns
- reisprogramma door China
- samenvatting van economisch nieuws van de afgelopen week
- Chinese kunst en cultuur
- documentaires
- China en het Midden-Oosten